# Critics’ Choice Movie Award/Beste visuelle Effekte
Seit dem Jahr 2010 werden durch die Broadcast Film Critics Association die besten visuellen Effekte des vergangenen Filmjahres mit dem Critics’ Choice Movie Award geehrt.

## Liste der Gewinner und Nominierten

### 2010er Jahre
| Jahr            | Gewinner und Nominierte                            |
| --------------- | -------------------------------------------------- |
| 2010            | Avatar – Aufbruch nach Pandora                     |
| 2010            | 2012                                               |
| 2010            | District 9                                         |
| 2010            | In meinem Himmel                                   |
| 2010            | Star Trek                                          |
| 2011            | Inception                                          |
| 2011            | Alice im Wunderland                                |
| 2011            | Harry Potter und die Heiligtümer des Todes: Teil 1 |
| 2011            | Tron: Legacy                                       |
| 2012            | Planet der Affen: Prevolution                      |
| 2012            | Harry Potter und die Heiligtümer des Todes: Teil 2 |
| 2012            | Hugo Cabret                                        |
| 2012            | Super 8                                            |
| 2012            | The Tree of Life                                   |
| 2013            | Life of Pi: Schiffbruch mit Tiger                  |
| 2013            | Marvel’s The Avengers                              |
| 2013            | Cloud Atlas                                        |
| 2013            | The Dark Knight Rises                              |
| 2013            | Der Hobbit – Eine unerwartete Reise                |
| 2014            | Gravity                                            |
| 2014            | Der Hobbit: Smaugs Einöde                          |
| 2014            | Iron Man 3                                         |
| 2014            | Pacific Rim                                        |
| 2014            | Star Trek Into Darkness                            |
| 2015            | Planet der Affen: Revolution                       |
| 2015            | Edge of Tomorrow                                   |
| 2015            | Guardians of the Galaxy                            |
| 2015            | Der Hobbit: Die Schlacht der Fünf Heere            |
| 2015            | Interstellar                                       |
| 2016 (Januar)   | Mad Max: Fury Road                                 |
| 2016 (Januar)   | Ex Machina                                         |
| 2016 (Januar)   | Jurassic World                                     |
| 2016 (Januar)   | Der Marsianer – Rettet Mark Watney                 |
| 2016 (Januar)   | The Revenant – Der Rückkehrer                      |
| 2016 (Januar)   | The Walk                                           |
| 2016 (Dezember) | The Jungle Book                                    |
| 2016 (Dezember) | Arrival                                            |
| 2016 (Dezember) | Doctor Strange                                     |
| 2016 (Dezember) | Phantastische Tierwesen und wo sie zu finden sind  |
| 2016 (Dezember) | Sieben Minuten nach Mitternacht                    |
| 2018            | Planet der Affen: Survival                         |
| 2018            | Blade Runner 2049                                  |
| 2018            | Dunkirk                                            |
| 2018            | Shape of Water – Das Flüstern des Wassers          |
| 2018            | Thor: Tag der Entscheidung                         |
| 2018            | Wonder Woman                                       |
| 2019            | Black Panther                                      |
| 2019            | Avengers: Infinity War                             |
| 2019            | Aufbruch zum Mond                                  |
| 2019            | Mary Poppins’ Rückkehr                             |
| 2019            | Mission: Impossible – Fallout                      |
| 2019            | Ready Player One                                   |
| 2020            | Avengers: Endgame                                  |
| 2020            | 1917                                               |
| 2020            | Ad Astra – Zu den Sternen                          |
| 2020            | The Aeronauts                                      |
| 2020            | Le Mans 66 – Gegen jede Chance                     |
| 2020            | The Irishman                                       |
| 2020            | Der König der Löwen                                |